# 永谷園ホールディングス
株式会社永谷園ホールディングス（ながたにえんホールディングス、Nagatanienholdings Co.,Ltd.）は、日本の食品企業グループ、永谷園グループの持株会社である。2015年10月1日に株式会社永谷園から商号を変更した。新設の子会社である永谷園をはじめとする事業会社を傘下に持つ。

## 沿革
旧商号「株式会社永谷園」の沿革については、永谷園#沿革を参照
- 2015年（平成27年）
  - 4月21日 - （旧）株式会社永谷園100%出資により、株式会社永谷園分割準備会社設立[2]。
  - 10月1日 - 持株会社体制に移行。（旧）株式会社永谷園を株式会社永谷園ホールディングスに、株式会社永谷園分割準備会社を（新）株式会社永谷園に、それぞれ商号変更。吸収分割により、食料品の製造・販売事業を（新）株式会社永谷園に継承[3]。
- 2024年（令和6年）
  - 6月4日 - MBO（経営陣が参加する買収）の一環として、エムキャップ十二号株式会社が株式公開買付け（TOB）を実施し[4]、73.16%の株式を取得[5]。
  - 9月10日 - 臨時株主総会で上場廃止に向けた株式併合と定款変更の議案が可決。後述の上場廃止日時が確定[6]。
  - 9月27日 - 東京証券取引所プライム市場上場廃止[6][1]。

## 歴代社長
- 永谷泰次郎：2015年 -

## 関連会社

### 連結子会社

#### 国内
- 株式会社永谷園
  - 株式会社永谷園フーズ
- 株式会社サニーフーズ
- 藤原製麺株式会社
  - 株式会社喜多方らーめん本舗
- 株式会社DAY TO LIFEホールディングス
  - 株式会社DAY TO LIFE

#### 海外
- NAGATANIEN USA,INC.
- MAIN ON FOODS, CORP.
- Chaucer Foods SAS
- Chaucer Foods (Qingdao) Co. Limited
- Muginoho International,Inc.